# رود داگلاس
رود داگلاس رودی است به River Ribble می‌ریزد. این رود از کشور بریتانیا می‌گذرد. طول آن ۵۶ کیلومتر (۳۵ مایل) است.